# Barichneumon archboldi
Barichneumon archboldi är en stekelart som beskrevs av Heinrich 1972. Barichneumon archboldi ingår i släktet Barichneumon och familjen brokparasitsteklar. Inga underarter finns listade.